# Tyre
Tyre – town w hrabstwie Seneca, w stanie Nowy Jork, w Stanach Zjednoczonych.
Powierzchnia town wynosi 33,11 mil² (około 85,75 km²). Według stanu na 2010 rok jego populacja wynosi 981 osób, a liczba gospodarstw domowych: 418. W 2000 roku zamieszkiwało je 899 osób, a w 1990 mieszkańców było 870.